# Verrucularina glaucophylla
Verrucularina glaucophylla är en tvåhjärtbladig växtart som först beskrevs av Jussieu, och fick sitt nu gällande namn av S. Rauschert. Verrucularina glaucophylla ingår i släktet Verrucularina och familjen Malpighiaceae. Inga underarter finns listade i Catalogue of Life.